# Bookmark förlag

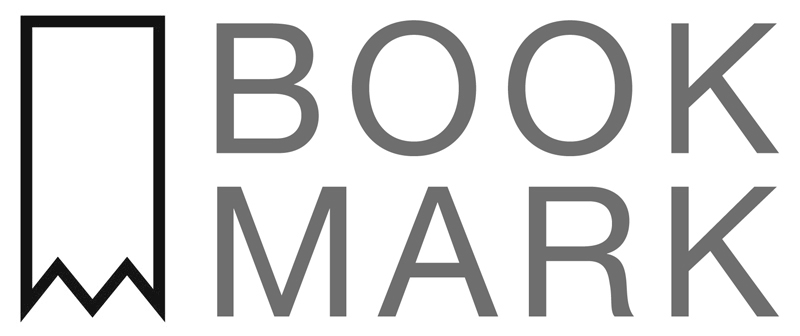
Bookmark förlags logotyp.

Bookmark förlag är ett svenskt bokförlag med allmänutgivning. Det grundades under år 2012 av ekonomen och författaren Claes Ericson samt entreprenören Fredrik Gustafsson. Exempel på författare som har koppling till förlaget är Sofie Sarenbrant, Alex Schulman och Anthony Doerr. Idag har förlaget kontor på Kungsgatan 58 i Stockholm.

## Författare på Bookmark förlag (urval)[1]
- Samir Badran & Viktor Frisk
- Anton Berg
- Louise Boije af Gennäs
- Agatha Christie
- Tom Clancy
- Harlan Coben
- Anthony Doerr
- Klas Ekman
- Niklas Ekstedt & Henrik Ennart
- Diana Gabaldon
- Robert Harris
- George R.R. Martin
- Sofie Sarenbrant
- Alex Schulman
- Margaux Dietz
- Frida Boisen

## Utgivning (urval)[2]
- 2013 – Livbåten, Charlotte Rogan
- 2014 – Rött hot, Tom Clancy
- 2015 – Döden på Nilen, Agatha Christie
- 2015 – Ensam på Mars (The Martian), Andy Weir
- 2015 – Leon, Mons Kallentoft & Markus Lutteman
- 2016 – Ljuset vi inte ser, Anthony Doerr
- 2016 – TID, Alex Schulman & Sigge Eklund
- 2016 – Tiggaren, Sofie Sarenbrant
- 2016 – Thorsten Flinck – En självbiografi, Thorsten Flinck
- 2016 – En officer och spion, Robert Harris
- 2016 – Glöm mig, Alex Schulman
- 2017 – RUM, Alex Schulman & Sigge Eklund
- 2017 – Det växte ett träd i Brooklyn del 1 och 2, Betty Smith
- 2017 – Happy Food, Niklas Ekstedt & Henrik Ennart
- 2018 – Blodlokan, Louise Boije af Gennäs
- 2018 – Bränn alla mina brev, Alex Schulman
- 2018 – De aderton, Anton Berg